# Polystenus ruficeps
Polystenus ruficeps är en stekelart som först beskrevs av William Harris Ashmead 1905.  Polystenus ruficeps ingår i släktet Polystenus och familjen bracksteklar. Inga underarter finns listade i Catalogue of Life.